# Olympische Sommerspiele 1972/Teilnehmer (Argentinien)
| Gelbes Symbol für Goldmedaillen mit stilisierten Olympischen Ringen | Graues Symbol für Silbermedaillen mit stilisierten Olympischen Ringen | Braundes Symbol für Bronzemedaillen mit stilisierten Olympischen Ringen |
| ------------------------------------------------------------------- | --------------------------------------------------------------------- | ----------------------------------------------------------------------- |
| —                                                                   | 1                                                                     | —                                                                       |

Argentinien nahm an den Olympischen Sommerspielen 1972 in München mit einer Delegation von 92 Athleten (88 Männer und vier Frauen) an 62 Wettkämpfen in zwölf Sportarten teil. Fahnenträger bei der Eröffnungsfeier war der Reiter Carlos D’Elia.

## Teilnehmer nach Sportarten

### Boxen
Männer
- Carlos Leyes
Halbfliegengewicht: 1. Runde

- José Viccario
Fliegengewicht: DNS

- Mario Ortíz
Federgewicht: Achtelfinale

- Antonio Comaschi
Leichtgewicht: 2. Runde

- Walter Gómez
Halbweltergewicht: Achtelfinale

- Miguel Ángel Cuello
Halbschwergewicht: Viertelfinale

### Fechten
| Männer - Daniel Feraud Degen, Einzel: Achtelfinale Degen, Mannschaft: Vorrunde - Fernando Lúpiz Florett, Einzel: Vorrunde Degen, Mannschaft: Vorrunde Säbel, Einzel: Vorrunde - Guillermo Saucedo Florett, Einzel: Viertelfinale Degen, Einzel: Vorrunde Degen, Mannschaft: Vorrunde Säbel, Einzel: Vorrunde - Omar Vergara Florett, Einzel: Achtelfinale Degen, Einzel: Achtelfinale Degen, Mannschaft: Vorrunde | Frauen - Sylvia Iannuzzi Florett, Einzel: Vorrunde |

### Hockey
Männer
- 14. Platz

- Kader
Ernesto Barreiros
Fernando Calp
Julio César Cufre
Flávio de Giacomi
Gerardo Lorenzo
Héctor Marinoni
Osvaldo Monti
Jorge Piccioli
Daniel Portugués
Alfredo Quaquarini
Horacio Rognoni
Alberto Sabbione
Jorge Sabbione
Gabriel Scally
Julio Segolini
Ovidio Sodor

### Judo
Männer
- Antonio Gallina
Mittelgewicht: 19. Platz
Offene Klasse: 11. Platz

### Leichtathletik
| Männer - Andrés Calonge 100 Meter: Vorläufe 200 Meter: Viertelfinale - Carlos Dalurzo 800 Meter: Vorläufe - Fernando Molina Marathon: 53. Platz - Ramón Cabrera Marathon: 55. Platz - Nazario Araújo Marathon: DNF - Adalberto Scorza 50 Kilometer Gehen: 28. Platz - Luis Barrionuevo Hochsprung: 36. Platz in der Qualifikation - José Alberto Vallejo Hammerwurf: 30. Platz in der Qualifikation | Frauen - Irene Fitzner 100 Meter: Vorläufe |

### Radsport
Männer
- Roberto Breppe
Straßenrennen: DNF

- Carlos Reybaud
Sprint: Hoffnungslauf nach 2. Runde

- Víctor Limba
Sprint: Hoffnungslauf nach 1. Runde

- Fernando Jiménez
1000 Meter Zeitfahren: 21. Platz

- Carlos Miguel Álvarez
4000 Meter Einerverfolgung: 5. Platz

- Carlos Miguel Álvarez, Raúl Gómez, Raúl Halket & Ismael Torres
4000 Meter Mannschaftsverfolgung: 16. Platz in der Qualifikation

### Reiten
- Hugo Arrambide
Springen, Einzel: 22. Platz
Springen, Mannschaft: 8. Platz

- Jorge Llambí
Springen, Einzel: 22. Platz
Springen, Mannschaft: 8. Platz

- Carlos D’Elia
Springen, Einzel: 29. Platz

- Roberto Tagle
Springen, Mannschaft: 8. Platz

- Argentino Molinuevo
Springen, Mannschaft: 8. Platz

- Gerardo Jáuregui
Vielseitigkeitsreiten, Einzel: 47. Platz
Vielseitigkeitsreiten, Mannschaft: DNF

- José Eugenio Acosta
Vielseitigkeitsreiten, Einzel: DNF
Vielseitigkeitsreiten, Mannschaft: DNF

- Carlos Alberto Alvarado
Vielseitigkeitsreiten, Einzel: DNF
Vielseitigkeitsreiten, Mannschaft: DNF

- Alejandro Guglielmi
Vielseitigkeitsreiten, Einzel: DNF
Vielseitigkeitsreiten, Mannschaft: DNF

### Ringen
Männer
- Eduardo Maggiolo
Bantamgewicht, griechisch-römisch: 2. Runde
Bantamgewicht, Freistil: 4. Runde

- Nestor González
Weltergewicht, griechisch-römisch: 2. Runde
Weltergewicht, Freistil: 2. Runde

- Jesús Blanco
Mittelgewicht, griechisch-römisch: 2. Runde
Mittelgewicht, Freistil: 2. Runde

### Rudern
Männer
- Alberto Demiddi
Einer: Silber

- Ricardo Ibarra & Jorge Imaz
Doppelzweier: Hoffnungslauf

- Rafael Garba, Raúl Mazerati & Pedro Yucciolino
Zweier mit Steuermann: Hoffnungslauf

- Oscar de Andrés, José Manuel Bugia, Tomás Forray & Luciano Wilk
Vierer mit Steuermann: Hoffnungslauf

- Hugo Aberastegui, Héctor Biassini, Oscar de Dios, Juan Carlos Estol, Alfredo Martín, Raúl Mazerati, Ricardo José Rodríguez, Ignacio Ruiz & Guillermo Segurado
Achter: 11. Platz

### Schießen
- Nelson Torno
Schnellfeuerpistole: 48. Platz

- Jorge di Giandoménico
Kleinkaliber, Dreistellungskampf: 52. Platz

- Ricardo Rusticucci
Kleinkaliber, liegend: 38. Platz

- Enrique Rebora
Laufende Scheibe: 11. Platz

- Firmo Roberti
Skeet: 26. Platz

### Schwimmen
| Männer - Osvaldo Boretto 100 Meter Brust: Vorläufe 200 Meter Brust: disqualifiziert - Gustavo González 400 Meter Freistil: Vorläufe 1500 Meter Freistil: Vorläufe 100 Meter Rücken: Vorläufe 200 Meter Rücken: Vorläufe | Frauen - Silvia Borgini 200 Meter Freistil: Vorläufe 800 Meter Freistil: Vorläufe 400 Meter Lagen: Vorläufe - Patricia López 400 Meter Freistil: Vorläufe 800 Meter Freistil: Vorläufe 100 Meter Rücken: Vorläufe 200 Meter Rücken: Vorläufe 200 Meter Lagen: Vorläufe |

### Segeln
- Roberto Haas
Finn-Dinghy: 32. Platz

- Guillermo Calegari & Luis Schenone
Star: 18. Platz

- Ricardo Boneo, Héctor Campos & Pedro Ferrero
Soling: 22. Platz

- Jorge Salas Chávez, César Sebök & Pedro Sisti
Drachen: 23. Platz